# Gonatocerus pygmaeus
Gonatocerus pygmaeus är en stekelart som beskrevs av Girault 1911. Gonatocerus pygmaeus ingår i släktet Gonatocerus och familjen dvärgsteklar. Inga underarter finns listade i Catalogue of Life.